# Gymnázium Nad Štolou
Gymnázium Nad Štolou je střední škola sídlící v Praze na Letné. Název je totožný s názvem ulice a odvozuje se od blízké tzv. Rudolfovy štoly.

## Historie
Identita školy je do značné míry spojena s budovou, do které byly po jejím dokončení kolem roku 1963 přemístěny 3 školy:
- Střední všeobecně vzdělávací škola – ze Strossmayerova náměstí v Praze 7
- Střední sociálně právní škola – do té doby na Vinohradech v Moravské ulici
- Pedagogická škola – z Vinohrad, tř. W. Piecka.

Později v roce 1976 bylo zrušeno Gymnázium na Leninově třídě čp.33 v Praze 6 a připojeno ke Gymnáziu Nad Štolou. Zároveň do školní budovy na Leninově třídě odešla Střední pedagogická škola.
Od roku 1975 byly zřízeny třídy pro vrcholové sportovce, které byly od 1. 9. 1983 do 31. 8. 2012 vedené jako sportovní gymnázium.

## Budova
O stavbě nové školní budovy na obvodě Prahy 7, která by odlehčila stávající budově na Strossmayerově náměstí se začalo jednat v 50. letech.
Projekt vypracoval Ing. arch. Karel Poličanský a byl schválen v roce 1960. Práce na výstavbě školní budovy byly zahájeny v roce 1961, budova byla slavnostně otevřena v září 1963.
Budovu tvoří hlavní těleso s 5 nadzemními podlažími obsahující třídy, kabinety a osové chodby. Pravoúhle je připojen blok s tělocvičnami a jídelnou.
Významnou vizuální charakteristikou budovy byly bílé a modré obklady korespondující se sousedními budovami Ministerstva vnitra. Od zateplení v roce 2003 jsou tyto "obklady" jen nakreslené do nové fasády, původní obklad je pod zateplením. V roce 2018(?) byla dokončena  nástavba budovy C (křídlo tělocvičen) o jedno patro. 

### Plastika
Vpravo od průčelí budovy dominuje mohutná plastika, jejímž autorem je Valerián Karoušek , sochař a horolezec, který později zahynul při horolezecké expedici Huascaran.

### Sportovní areál
Od počátku byl součástí koncepce školy sportovní areál v souvislosti se zaměřením školy na vzdělávání vrcholových sportovců. Ten se nachází jihozápadně od školní budovy v Letenském parku a není s budovou přímo propojen. V roce 2010 byl zásadním způsobem zrekonstruován

## Osobnosti gymnázia
Učitelé
- Karel Bartuška – fyzik, autor učebnic

Studenti
- Petr Arenberger - lékař, politik
- Jakub Bažant – novinář[5]
- Luboš Beniak – novinář
- Michal Bořánek – orientační běžec
- Marek Bouda – filmový režisér, pedagog
- Martin Bursík – politik
- Hana Cathala – arteterapeutka
- Anna Cima - japanoložka, spisovatelka
- Irena Dousková – spisovatelka[6]
- Miloš Čermák – novinář, spisovatel[7]
- Martin Černohorský – kuchař, pedagog
- Petr Forman – divadelník, herec
- Matěj Forman – výtvarník, divadelník
- Adam Gabriel, fotbalista
- Irena Gerová – novinářka, spisovatelka
- Václav Hampl – vědec, rektor UK, senátor
- Matěj Havlas, florbalista
- Patrik Hezucký – moderátor[8]
- Lucie Chytrá – judistka
- Petr Jákl – producent, režisér, kaskadér, judista
- Michal Ježdík – basketbalista
- Jaromír Ježek – judista
- Jaromír Jirsa – soudce
- Iva Kalátová – podnikatelka, politička
- Rita Ida Kindlerová – ukrajinistka, překladatelka
- Tereza Kučerová – výtvarnice
- Jakub Kulhánek – politik
- Petr Lacina – judista
- Lucie Lomová – výtvarnice
- Zdeněk Lukeš - historik architektury
- Kateřina Maýrová – hudební badatelka, muzikoložka
- Dana Morávková – herečka, moderátorka, choreografka
- Halina Pawlowská – spisovatelka[9]
- Vojtěch Petráček – jaderný fyzik, rektor ČVUT, pedagog
- David Rath – politik
- Jan Rychlík – historik
- Jiří Skalický - politik
- Jan Smetana – moderátor
- Jakub Surovčík, fotbalista
- Pavel Svoboda – politik
- Filip Šilhan – horolezec
- Ivan Trojan – herec
- Veronika Týblová – dětská herečka, učitelka
- Petr Vichnar – sportovní redaktor, komentátor
- Alena Zárybnická – meteoroložka[zdroj⁠?!]
- Blanka Zilynská – historička